# Philonthus caucasicus
Philonthus caucasicus är en skalbaggsart som beskrevs av Alexander von Nordmann 1837. Philonthus caucasicus ingår i släktet Philonthus, och familjen kortvingar. Enligt den finländska rödlistan är arten starkt hotad i Finland. Arten har ej påträffats i Sverige. Artens livsmiljö är sandstränder vid sötvatten.